# Atletski savez Bosne i Hercegovine
Atletski savez Bosne i Hercegovine (skraćeno ASBiH ) je sportska federacija koja promoviše i koordinira amaterske i profesionalne atletske aktivnost u Bosni i Hercegovini.
Atletski savez Bosne i Hercegovine osnovan je 4. oktobra 1948. godine u Sarajevu, u tadašnjoj Federalnoj Državi Bosna i Hercegovina. Sve do raspada Socijalističke Federativne Republike Jugoslavije, ASBiH je bio član Atletskog saveza Jugoslavije. Na Kongresu Evropske atletske asocijacije održanom u Pragu, ASBiH je primljen u punopravno članstvo, dana 24. oktobra 1992. godine. Već sledeće godine, Međunarodna asocijacija atletskih federacija je na svom skupu u Štutgartu, razmatrala prijem Atletskog saveza Bosne i Hercegovine i na glasanju 11. avgusta 1993. godine, primila savez u svoju asocijaciju.
Sedište Atletskog savezaBosne i Hercegovine se nalazi u Sarajevu. Savez je punovpravni član Evropske atletske asocijacije i blisko sarađuje sa Olimpijskim komitetom Bosne i Hercegovine.

## Seniorske medalje

### Svetska prvenstva
uključujući Svetsko prvenstvo na otvorenom, Svetsko prvenstvo u dvorani, Svetsko prvenstvo u polumaratonu, Svetsko prvenstvo u krosu i Svetski kup u brzom hodanju
| # | Atleta    | Zlato    | Zlato   | Srebro   | Srebro  | Bronca   | Bronca  | Ukupno |
| - | --------- | -------- | ------- | -------- | ------- | -------- | ------- | ------ |
| # | Atleta    | otvoreno | dvorana | otvoreno | dvorana | otvoreno | dvorana | Ukupno |
| 1 | Amel Tuka | 0        | 0       | 0        | 0       | 1        | 0       | 1      |

### Evropska prvenstva
uključujući Evropsko prvenstvo na otvorenom, Evropsko prvenstvo u dvorani, Evropsko prvenstvo u krosu i Evropski kup u brzom hodanju
| # | Atleta           | Zlato    | Zlato   | Srebro   | Srebro  | Bronza   | Bronza  | Ukupno |
| - | ---------------- | -------- | ------- | -------- | ------- | -------- | ------- | ------ |
| # | Atleta           | otvoreno | dvorana | otvoreno | dvorana | otvoreno | dvorana | Ukupno |
| 1 | Zlatan Saračević | 0        | 1       | 0        | 0       | 0        | 0       | 1      |
| 2 | Hamza Alić       | 0        | 0       | 0        | 1       | 0        | 0       | 1      |
| 3 | Slavko Koprivica | 0        | 0       | 0        | 0       | 0        | 1       | 1      |

### Evropski bacački kup
European Cup Winter Throwing / European Winter Throwing Challenge
| # | Atleta      | Zlato | Srebro | Bronza | Ukupno |
| - | ----------- | ----- | ------ | ------ | ------ |
| 1 | Hamza Alić  | 1     | 0      | 1      | 2      |
| 2 | Mesud Pezer | 1     | 0      | 0      | 1      |

## Spoljašnje veze
- Atletski savez Bosne i Hercegovine